# 石井虎之助
石井 虎之助（いしい とらのすけ、1851年5月27日（嘉永4年4月27日） - 1933年（昭和8年）1月23日）は、日本の政治家・貴族院多額納税者議員、実業家。武相貯蓄銀行頭取。江之島電氣鐵道監査役。族籍は神奈川県平民。

## 経歴
相模国大住郡石田村（中郡成瀬村、伊勢原町を経て現伊勢原市石田）に生まれる。石井作右衛門の長男。農業を営む。1878年（明治11年）、家督を相続。
1881年（明治14年）7月、補欠選挙で神奈川県会議員に当選し、その後、1888年（明治21年）1月まで4期在任した。1884年（明治17年）7月、戸長、1890年（明治23年）10月、2代成瀬村長を歴任。成瀬村長を1894年（明治27年）10月まで務め、同年から1897年（明治30年）まで成瀬村会議員に在任した。
1901年（明治34年）神奈川県多額納税者として補欠選挙で貴族院議員に互選され、同年12月4日から翌年の5月6日まで在任した。江ノ島電気鉄道、武陽銀行に関与。墓所は伊勢原市石田の東光寺。

## 人物
住所は神奈川県中郡成瀬村字石田

## 家族・親族
石井家
- 父・作右衛門[1][5]
- 母・ミツ[1][5]
- 妻・キヨ（1869年 - ?、神奈川、山田孝之助の三女）[1][5]
- 長女・ツネ（1879年 - ?、養子・博の妻）[1][5]
- 養子・博（1876年 - ?、長女・ツネの夫、神奈川、神崎孝司の弟[1]、農業[12]）
  - 同長女[5]
  - 同二女[5]
  - 同三女[1]
  - 同長男[1]
- 孫[1]